# Operazione Nordwind
Operazione Nordwind ("Vento del Nord") è il nome in codice di un grande attacco sferrato nel gennaio 1945 durante la seconda guerra mondiale dalla Wehrmacht in Alsazia e Lorena sul fronte occidentale.
L'obiettivo di questo attacco, l'ultima grande offensiva della Germania all'ovest, consisteva nello sfondare le linee della 7ª Armata Americana schierata nei Vosgi, conquistare Strasburgo e favorire, attirando le riserve alleate in un settore secondario, l'azione delle armate tedesche impegnate dal 16 dicembre 1944 nell'offensiva delle Ardenne. Adolf Hitler decise personalmente, nonostante lo scetticismo di alcuni generali, di sferrare l'operazione Nordwind.
L'offensiva non raggiunse un successo strategico; le forze tedesche, equipaggiate con un numero insufficiente di formazioni corazzate, attaccarono ripetutamente e conseguirono alcuni successi locali ma nel complesso gli americani riuscirono a resistere. Strasburgo rimase in mano francese, mentre, dopo gli aspri scontri tra carri armati di Rittershoffen e Herrlisheim, gli americani ripiegarono dietro il fiume Moder dove si attestarono su solide posizioni che difesero agevolmente.
L'operazione Nordwind terminò alla fine del mese di gennaio 1945 ed esaurì ulteriormente le limitate risorse tedesche, favorendo in prospettiva le successive offensive franco-americane nel settore di Colmar e nella Saar.

## La guerra sul fronte occidentale nell'inverno 1944
L'inattesa offensiva tedesca delle Ardenne, iniziata di sorpresa il 16 dicembre 1944, aveva provocato una crisi nello schieramento americano; nei primi giorni il fronte alleato era stato sfondato e le unità corazzate tedesche erano penetrate in direzione della Mosa; si erano verificati cedimenti tra le truppe e nei comandi alleati si era temuto un disastro strategico. Il 19 dicembre 1944 il generale Dwight D. Eisenhower, comandante supremo alleato, aveva riunito i principali generali americani a Verdun e aveva preso decisioni radicali per evitare la disfatta e bloccare l'avanzata nemica

## Offensiva tedesca

### Battaglie a Rittershoffen e Herrlisheim
Il generale Alexander Patch era deciso ad attaccare e distruggere la testa di ponte tedesca sul Reno di Gambsheim; egli quindi rinforzò per questa missione la 79ª Divisione fanteria e la Task Force Linden con il Combat Command B della 14ª Divisione corazzata e soprattutto con l'intera 12ª Divisione corazzata del generale Roderick Allen che tuttavia, non essendo mai stata in azione, era piuttosto inesperta. L'alto comando americano riteneva che solo deboli reparti di fanteria tedeschi fossero presenti nella città di Herrlisheim e ordinò quindi al Combat Command B della 14ª Divisione corazzata di attaccare da nord frazionato nella Task Force Power e nella Task Force Rammer con un battaglione di carri, un battaglione di fanteria meccanizzata e un reparto di artiglieria semovente. In realtà a Herrlisheim era presente un cospicuo contingente di truppe della 553ª Divisione Volksgrenadier che aveva organizzato abilmente la difesa della città con postazioni di tiro e schieramenti di cannoni anticarro lungo la linea ferroviaria che costeggiava il fiume Zorn; i tedeschi erano in superiorità numerica e poterono contrastare efficacemente l'attacco americano nell'area urbana.
Il Combat Command B attaccò l'8 gennaio 1945; gli americani, supportati dai carri armati, fecero qualche progresso fino alla periferia della città e raggiunsero la riva settentrionale del fiume Zorn, ma ben presto la situazione dei reparti penetrati ad Herrlisheim divenne difficile. Alcuni carri furono distrutti dagli anticarro tedeschi, le squadre di fanteria vennero contrattaccate e persero i collegamenti; il 10 gennaio gli americani dovettero ripiegare abbandonando le posizioni raggiunte nell'area urbana.
Il generale Edward Brooks, comandante del VI corpo d'armata americano, fece intervenire anche la 12ª Divisione corazzata e il mattino del 16 gennaio 1945 sferrò un nuovo attacco alla testa di ponte di Gambsheim con il Combat Command A che avanzò a sud di Herrlisheim mentre il Combat Command B cercava di raggiungere la città da nord attraverso il fiume Zorn. In realtà nello stesso momento le forze tedesche nella testa di ponte si stavano rafforzando, il generale Karl Decker, comandante del 39º Panzerkorps stava portando avanti la 10. Panzer-Division SS "Frundesberg", equipaggiata con oltre 90 carri armati Panzer IV e Panther, e intendeva a sua volta passare all'attacco risultando però inefficace. In conclusione, l'intera operazione tedesca si dimostrò un fallimento nel suo complesso e, a causa delle pesanti perdite subite, facilitò la penetrazione alleata in Germania.